# STX Corporation
STX Corporation ist ein südkoreanisches Industrieunternehmen mit Sitz in Seoul. Die STX Corporation ging aus der im Jahre 1976 gegründeten ehemaligen Ssangyong Heavy Industries hervor. Sie ist eine Holdinggesellschaft, die in den Bereichen Schiffbau, Transportdienstleistungen, Anlagenbau und Energie tätig ist.

## Geschäftsfelder und Tochterunternehmen

### Schiffbau und Ausrüstung
- STX Dalian
- STX Heavy Industries
- STX Engine

#### Veräußerte Unternehmen
- STX OSV (Offshore & Shipbuilding) – heute: Vard AS
- STX Europe (Teilunternehmen) – heute: Vard AS
- STX Finland (Teilunternehmen) – heute: Meyer Turku
- STX Finland (Teilunternehmen) – heute: Arctech Helsinki Shipyard Oy
- STX France (Teilunternehmen) – heute: Fincantieri (50 %)

### Transportdienstleistungen
- STX Panocean
- STX Marine Service

### Anlagenbau
- STX Heavy Industries
- STX Construction

### Energie
- STX Energy
- STX Electric Power
- STX Solar
- STX Windpower